# Tour des Apennins 2016
La 77e édition du Tour des Apennins a eu lieu le 17 avril 2016. La course fait partie du calendrier UCI Europe Tour 2016 en catégorie 1.1. C'est également la sixième épreuve de la Coupe d'Italie de cyclisme sur route 2016.
L'épreuve a été remportée en solitaire par le Russe Sergey Firsanov (Gazprom-RusVelo) qui s'impose 25 secondes devant un groupe de six coureurs réglé au sprint par l'Italien Francesco Gavazzi (Androni Giocattoli-Sidermec) devant son compatriote Mauro Finetto (Unieuro Wilier).

## Présentation

### Équipes
Classé en catégorie 1.1 de l'UCI Europe Tour, le Tour des Apennins est par conséquent ouvert aux WorldTeams dans la limite de 50 % des équipes participantes, aux équipes continentales professionnelles, aux équipes continentales et aux équipes nationales.
Dix-sept équipes participent à ce Tour des Apennins - une WorldTeam, sept équipes continentales professionnelles et neuf équipes continentales :
| UCI WorldTeam   | UCI WorldTeam | UCI WorldTeam |
| Nom de l'équipe | Pays          | Code          |
| --------------- | ------------- | ------------- |
| Lampre-Merida   | Italie        | LAM           |

| Équipes continentales professionnelles | Équipes continentales professionnelles | Équipes continentales professionnelles |
| Nom de l'équipe                        | Pays                                   | Code                                   |
| -------------------------------------- | -------------------------------------- | -------------------------------------- |
| Androni Giocattoli-Sidermec            | Italie                                 | AND                                    |
| Bardiani CSF                           | Italie                                 | BAR                                    |
| Caja Rural-Seguros RGA                 | Espagne                                | CJR                                    |
| Gazprom-RusVelo                        | Russie                                 | GAZ                                    |
| Nippo-Vini Fantini                     | Italie                                 | NIP                                    |
| Roth                                   | Suisse                                 | ROT                                    |
| Southeast-Venezuela                    | Italie                                 | STH                                    |

| Équipes continentales  | Équipes continentales | Équipes continentales |
| Nom de l'équipe        | Pays                  | Code                  |
| ---------------------- | --------------------- | --------------------- |
| Amore & Vita-Selle SMP | Ukraine               | AMO                   |
| Christina Jewelry      | Allemagne             | SGT                   |
| D'Amico Bottecchia     | Italie                | AZT                   |
| Dimension Data-Qhubeka | Afrique du Sud        | DDC                   |
| GM Europa Ovini        | Italie                | GME                   |
| Kolss-BDC              | Ukraine               | KLS                   |
| Meridiana Kamen        | Croatie               | MKT                   |
| Norda-MG.Kvis          | Italie                | NMG                   |
| Unieuro Wilier         | Italie                | UNI                   |

### Primes
Les vingt prix sont attribués suivant le barème de l'UCI,. Le total général des prix distribués est de 14 477 €.
| Position | 1er     | 2e      | 3e      | 4e    | 5e    | 6e    | 7e    | 8e    | 9e    | 10e à 20e |
| Prix     | 5 785 € | 2 895 € | 1 445 € | 715 € | 580 € | 433 € | 433 € | 287 € | 287 € | 147 €     |

## Classements

### Classement final
| Classement final | Classement final  | Classement final | Classement final            | Classement final   |
|                  | Coureur           | Pays             | Équipe                      | Temps              |
| ---------------- | ----------------- | ---------------- | --------------------------- | ------------------ |
| 1er              | Sergey Firsanov   | Russie           | Gazprom-RusVelo             | en 4 h 55 min 45 s |
| 2e               | Francesco Gavazzi | Italie           | Androni Giocattoli-Sidermec | + 25 s             |
| 3e               | Mauro Finetto     | Italie           | Unieuro Wilier              | + 25 s             |
| 4e               | Pierpaolo Ficara  | Italie           | Amore & Vita-Selle SMP      | + 25 s             |
| 5e               | Matteo Busato     | Italie           | Southeast-Venezuela         | + 25 s             |
| 6e               | Antonio Santoro   | Italie           | Meridiana Kamen             | + 25 s             |
| 7e               | Simone Petilli    | Italie           | Lampre-Merida               | + 25 s             |
| 8e               | Hugh Carthy       | Royaume-Uni      | Caja Rural-Seguros RGA      | + 35 s             |
| 9e               | Daniele Ratto     | Italie           | Androni Giocattoli-Sidermec | + 1 min 2 s        |
| 10e              | Marco Tizza       | Italie           | D'Amico Bottecchia          | + 1 min 2 s        |
| modifier         |                   |                  |                             |                    |

### UCI Europe Tour
Ce Tour des Apennins attribue des points pour l'UCI Europe Tour 2016, par équipes seulement aux coureurs des équipes continentales professionnelles et continentales, individuellement à tous les coureurs sauf ceux faisant partie d'une équipe ayant un label WorldTeam.
| Position           | 1er | 2e | 3e | 4e | 5e | 6e | 7e | 8e | 9e | 10e | 11e | 12e | 13e à 15e | 16e à 25e |
| Classement général | 125 | 85 | 70 | 60 | 50 | 40 | 35 | 30 | 25 | 20  | 15  | 10  | 5         | 3         |

## Liste des participants
- Liste de départ complète

| Légende | Légende                                                                    | Légende | Légende                                                    |
| ------- | -------------------------------------------------------------------------- | ------- | ---------------------------------------------------------- |
| Num     | Dossard de départ porté par le coureur sur ce Tour des Apennins            | Pos     | Position à l'arrivée de la course                          |
|         | Indique un maillot de champion national ou mondial, suivi de sa spécialité | NP      | Indique un coureur qui n'a pas pris le départ de la course |
| AB      | Indique un coureur qui n'a pas terminé la course                           | HD      | Indique un coureur qui a terminé la course hors des délais |